# Synagoge (Grajewo)

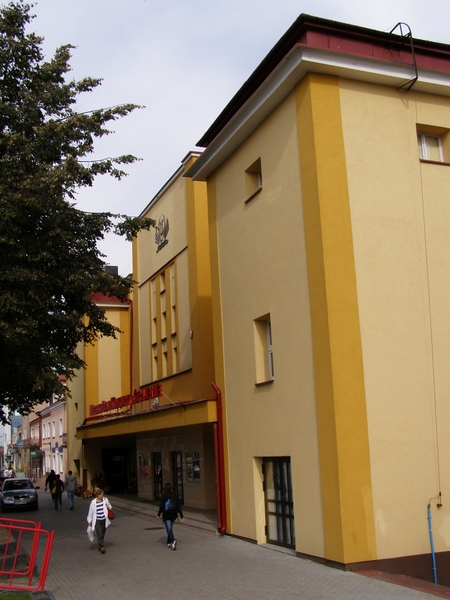
Profanierte Synagoge in Grajewo

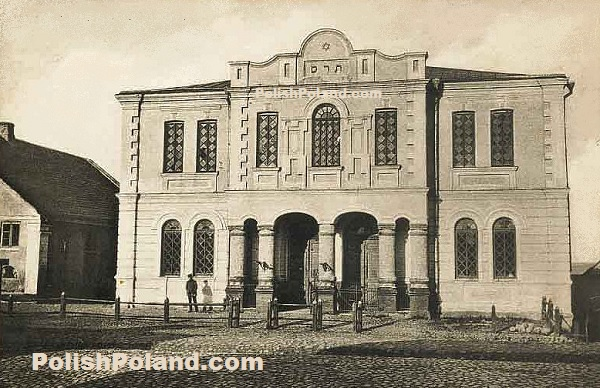
Ansichtskarte mit der Synagoge

Die Synagoge in Grajewo, einer polnischen Stadt in der Woiwodschaft Podlachien, wurde 1888 errichtet.
Die profanierte Synagoge in der Rudastraße, heute Wojska Polskiego-Straße, wurde in den letzten Jahren von der Stadt zu einem Kulturhaus umgebaut.